# Elżbieta Szczot
Elżbieta Szczot (ur. 23 lipca 1965 w Brzegu Dolnym, zm. 10 marca 2024 w Warszawie) – polska prawniczka, doktor habilitowana prawa kanonicznego, profesor KUL, aktywistka społeczna. 

## Życiorys
Urodziła się w Brzegu Dolnym. W 1985 podjęła studia prawnicze na Katolickim Uniwersytecie Lubelskim. Ukończyła je w 1990 z wyróżnieniem. Z jej inicjatywy oraz Jacka Szczota nowej auli w KUL nadano nazwę „Aula bł. Stefana Kardynała Wyszyńskiego”. Po uzyskaniu tytułu magistra prawa rozpoczęła studia z zakresu prawa kanonicznego. W 1993 uzyskała tytuł zawodowy magistra prawa kanonicznego i stopień naukowy licencjata prawa kanonicznego na podstawie rozprawy pt.: Udział wiernych świeckich w uświęcającym zadaniu Kościoła w świetle adhortacji apostolskiej Jana Pawła II Christifideles laici, napisanej pod kierunkiem prof. dra hab. Bronisława W. Zuberta OFM.
W 1993 została zatrudniona na stanowisku asystenta w Katedrze Prawa Sakramentów. W 1998 jako pierwsza kobieta w Polsce uzyskała stopień doktorski w zakresie prawa kanonicznego, na podstawie rozprawy Prawo wiernego do Eucharystii według Kodeksu Prawa Kanonicznego z 1983 roku. Promotorem pracy był o. prof. dr hab. Bronisław W. Zubert OFM. W latach 1998–2008 prowadziła wykłady w Wyższej Szkole Służby Społecznej ks. Franciszka Blachnickiego w Suwałkach. W 2011 uzyskała habilitację na podstawie rozprawy Ochrona rodziny w prawie Kościoła łacińskiego.       
Zainicjowała powstanie i w latach 2005–2008 była pierwszą kuratorką (opiekunką) Koła Naukowego Kanonistów na Wydziale Prawa, Prawa Kanonicznego i Administracji KUL.      
W latach 2011–2017 kierowała Katedrą Nauk o Polityce w Instytucie Europeistyki na Wydziale Prawa, Prawa Kanonicznego i Administracji KUL. W latach 2012–2016 współpracowała z Akademią Prawa Kanonicznego w Brnie. W 2016 zorganizowała wyjazd integracyjno-naukowy na Ukrainę, w której uczestniczyli badacze z całej Polski.      
W lipcu 2018 odbyła staż naukowy w Akademii Teologii Prawosławnej (Ukraina). Uczestniczyła w IX Europäische Sommerakademie w Bonn (Gustav-Stresemann Institut e.V.). Była stypendystką w Austrii i Niemczech. Jako pierwsza świecka kobieta wygłosiła referat na Akademii Teologii Prawosławnej w Łucku.      
Była członkinią wielu organizacji, m.in. Towarzystwa Naukowego KUL (od 2000), Consociatio Internationalis Studio Iuris Canonici Promovendo (od 2001), Stowarzyszenia Inicjatyw Naukowych (od 2013), Polskiego Towarzystwa Studiów Europejskich (od 2014), Fundacji PRO BONO FUTURO – przewodnicząca Rady Fundatorów (od 2005) oraz Wołyńskiego Klubu Automobilowego.      
Ponadto zasiadała w zarządzie głównym Polskiego Towarzystwa Studiów Europejskich, od 2 marca 2015 była prezesem zarządu jego oddziału lubelskiego, była także delegatem oddziału na zjazdy krajowe PTSE na kadencję 2015–2018, skarbnikiem Stowarzyszenia Inicjatyw Naukowych oraz kierownikiem studiów podyplomowych w zakresie audytu wewnętrznego w sektorze finansów publicznych (edycja VII, rok akademicki 2015/2016; edycja VIII, rok akademicki 2016/2017). W 2024 została powołana w skład Rady Doskonałości Naukowej.      
Do śmierci pracowała w Katedrze Historii, Norm Ogólnych, Prawa Sakramentów i Instytutów Życia Konsekrowanego Instytutu Prawa Kanonicznego Katolickiego Uniwersytetu Lubelskiego.
Zmarła po długiej i ciężkiej chorobie w Warszawie. Uroczystości żałobne odbyły się 14 marca 2024 w Lublinie i Ropczycach – Witkowicach.
O godzinie 9:00 odbyła się uroczysta msza święta żałobna w kościele akademickim pw. Świętego Krzyża Katolickiego Uniwersytetu Lubelskiego. Udział w niej wzięły m.in. władze Katolickiego Uniwersytetu Lubelskiego, przedstawiciele władz samorządowych oraz wielu duchownych. Przy trumnie wartę pełnili członkowie Lubelskiego Bractwa Strzelców Kurkowych Św. Jana Kantego oraz Samorządu Studentów KUL.
Następnie trumnę przewieziono do parafii pod wezwaniem świętego Michała Archanioła w Ropczycach, gdzie o 14:30 odprawiona została uroczysta msza święta pogrzebowa. Podczas obu mszy wartę przy trumnie z ciałem zmarłej pełnili członkowie Lubelskiego Bractwa Strzelców Kurkowych Św. Jana Kantego. Spoczywa na cmentarzu Ropczycach – Witkowicach.
W 2005 została odznaczona Brązowym Krzyżem Zasługi.

## Publikacje
- Prawo wiernego do Eucharystii według Kodeksu Prawa Kanonicznego z 1983 r., Towarzystwo Naukowe KUL, Lublin 2000;
- Posługa sakramentalna źródłem uświęcenia wiernych, [w:] Plenitudo legis dilectio: księga pamiątkowa dedykowana prof. dr. hab. Bronisławowi W. Zubertowi z okazji 65. rocznicy urodzin, Lublin 2000, s. 665–680[10];
- Ochrona rodziny w prawie Kościoła łacińskiego, Lublin 2010;
- Family in the face of globalization, (translated by Anna Bysiecka-Maciaszek), „Philosophy and Canon Law”, vol. 2 (2016), s. 253–267.

## Życie prywatne
Urodziła się jako córka Władysławy i Józefa Fojtów. Miała brata Zdzisława. W 1972 wraz z rodziną przeprowadziła się do Ropczyc. Jej mężem był Jacek Szczot. Mieli dwójkę dzieci: Katarzynę i Maksymiliana. 

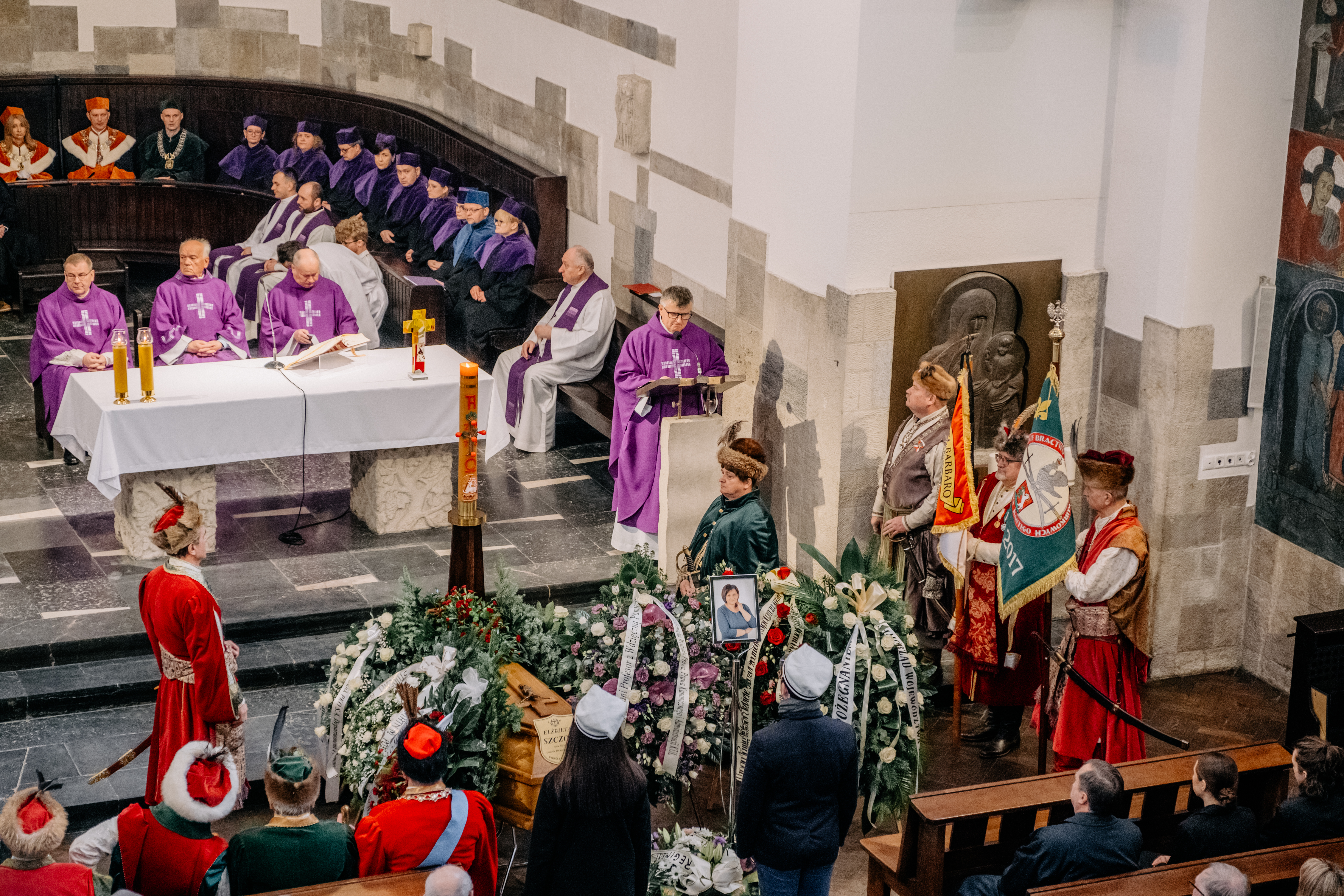
Msza żałobna w intencji śp. prof. Elżbiety Szczot w Kościele Akademickim KUL w Lublinie 14 marca 2024. Przy trumnie zmarłej wartę ma  Lubelskie Bractwo Strzelców Kurkowych Św. Jana Kantego.
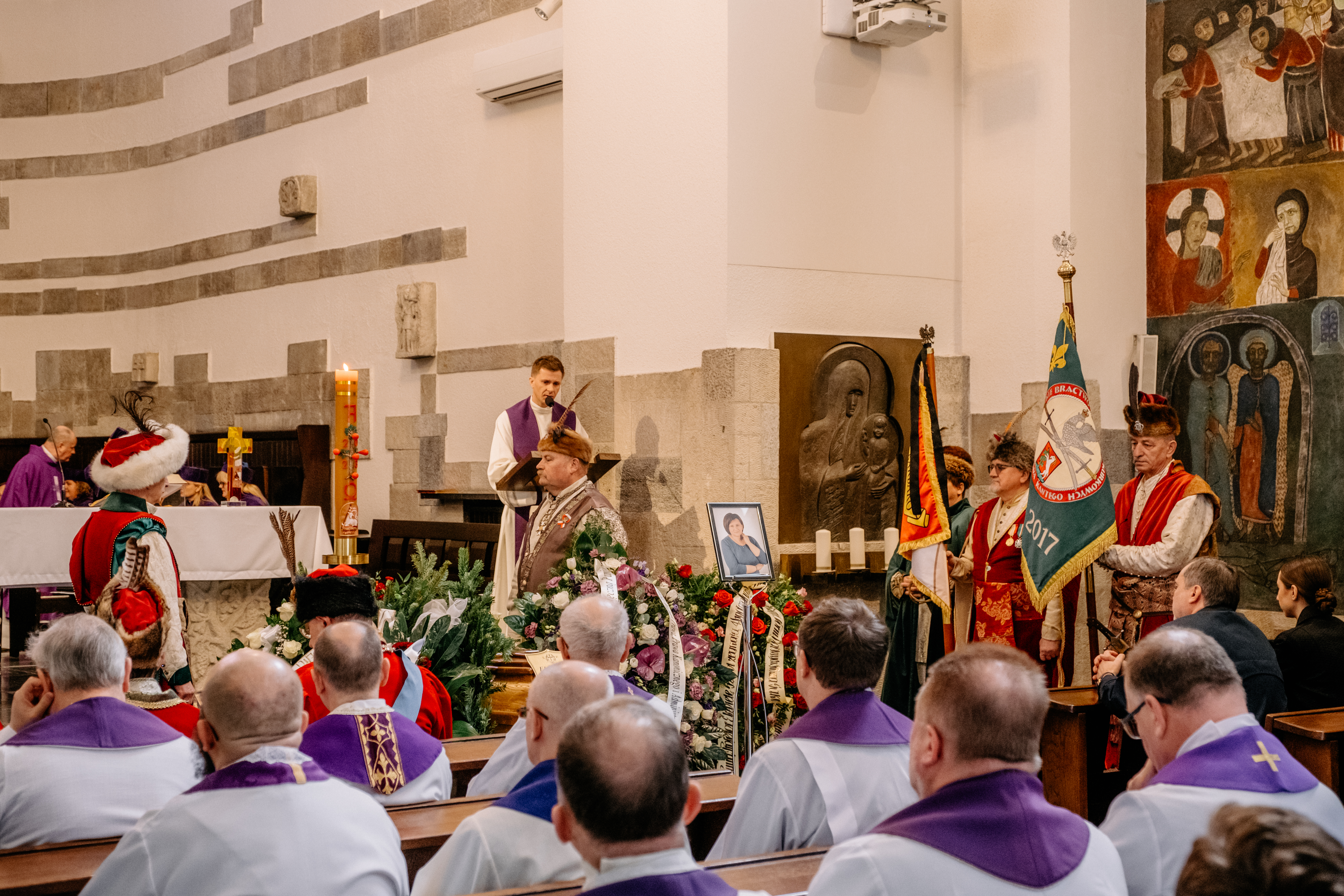
Msza żałobna w intencji śp. prof. Elżbiety Szczot w Kościele Akademickim KUL w Lublinie 14 marca 2024.
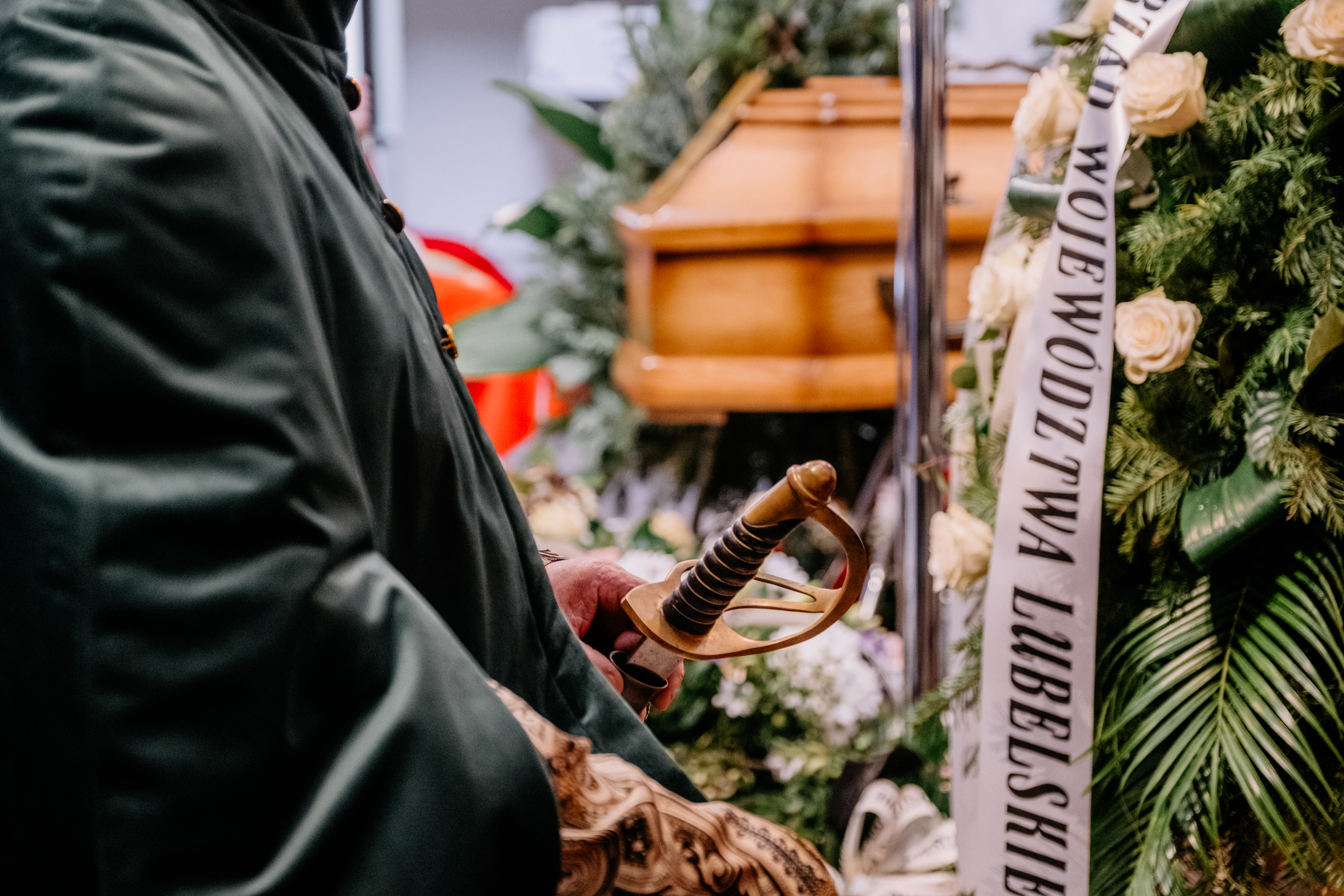
Msza żałobna w intencji śp. prof. Elżbiety Szczot w Kościele Akademickim KUL w Lublinie 14 marca 2024.
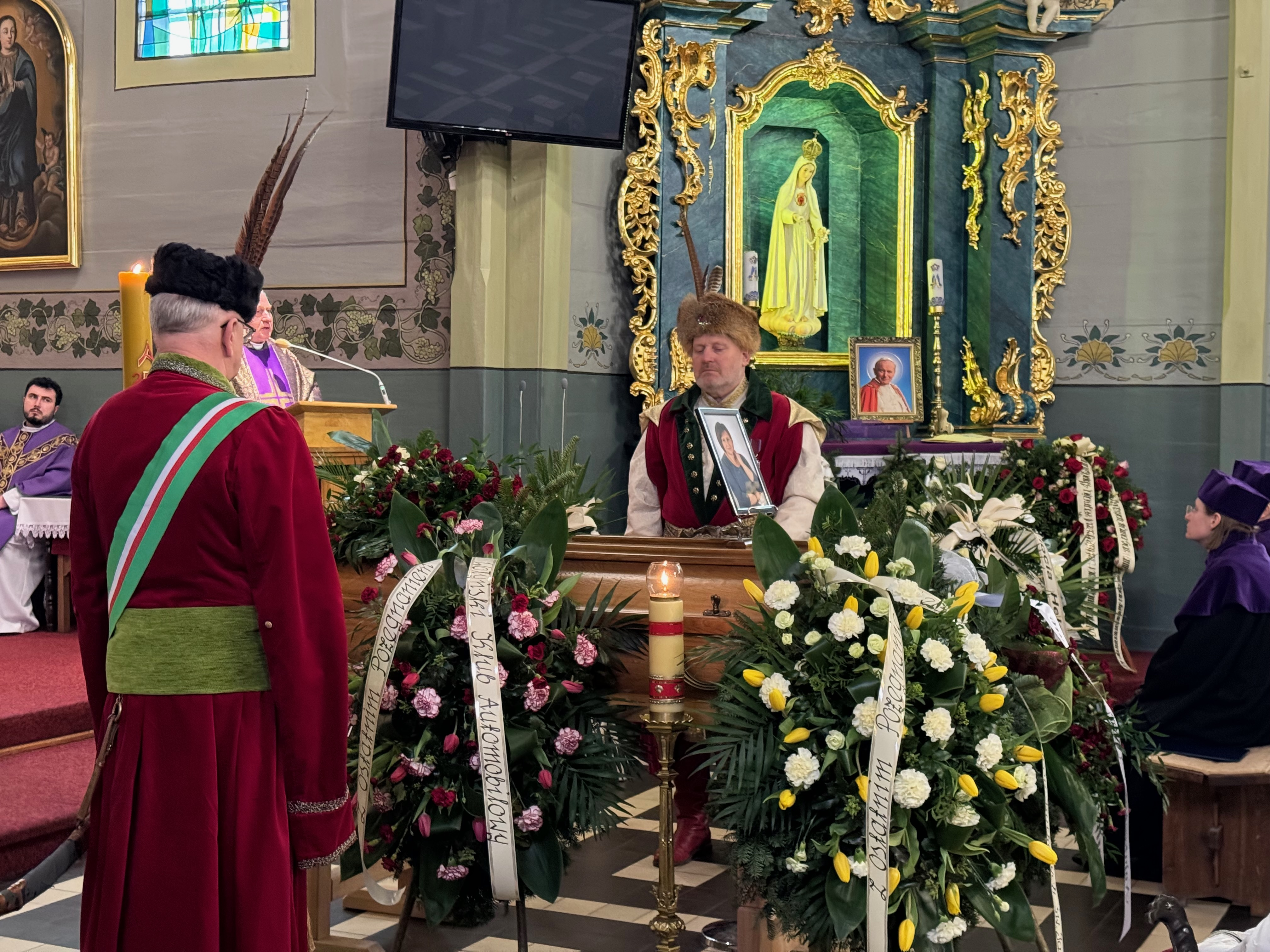
Msza św. pogrzebowa prof. Elżbiety Szczot w kościele w Ropczycach-Witkowicach. Przy trumnie wartę ma  Lubelskie Bractwo Strzelców Kurkowych Św. Jana Kantego – 14 marca 2024.
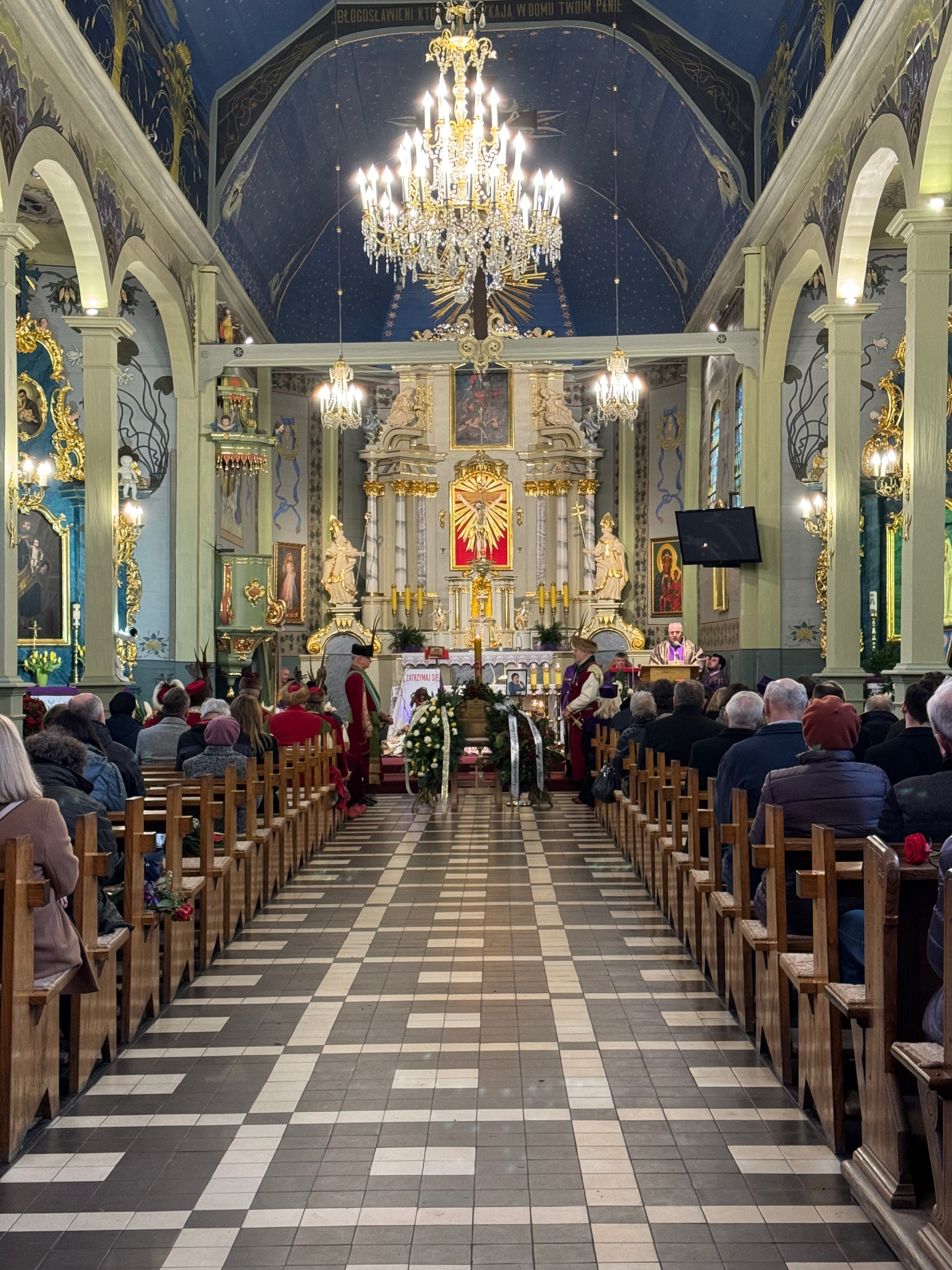
Msza św. pogrzebowa prof. Elżbiety Szczot w kościele w Ropczycach-Witkowicach. Przy trumnie wartę ma  Lubelskie Bractwo Strzelców Kurkowych Św. Jana Kantego – 14 marca 2024.